# Lignières-en-Vimeu
Pour les articles homonymes, voir Lignières.
Lignières-en-Vimeu est une commune française située dans le département de la Somme, en région Hauts-de-France.

## Géographie

### Localisation
Lignières-en-Vimeu est un village picard du Vimeu.
À vol d'oiseau, la localité est située à 5 km au sud-ouest de Oisemont, 8 km au sud-est de Blangy-sur-Bresle, 8 km au nord-ouest de Beaucamps-le-Vieux, 23 km au sud-ouest d'Abbeville et à 40 km à l'ouest d'Amiens.
Le territoire de la commune est limitrophe de ceux de six communes.
Les communes limitrophes sont Andainville, Aumâtre, Bermesnil, Foucaucourt-Hors-Nesle, Mouflières et Senarpont.

### Hydrographie
La commune est située dans le bassin Artois-Picardie. Elle n'est drainée par aucun cours d'eau.

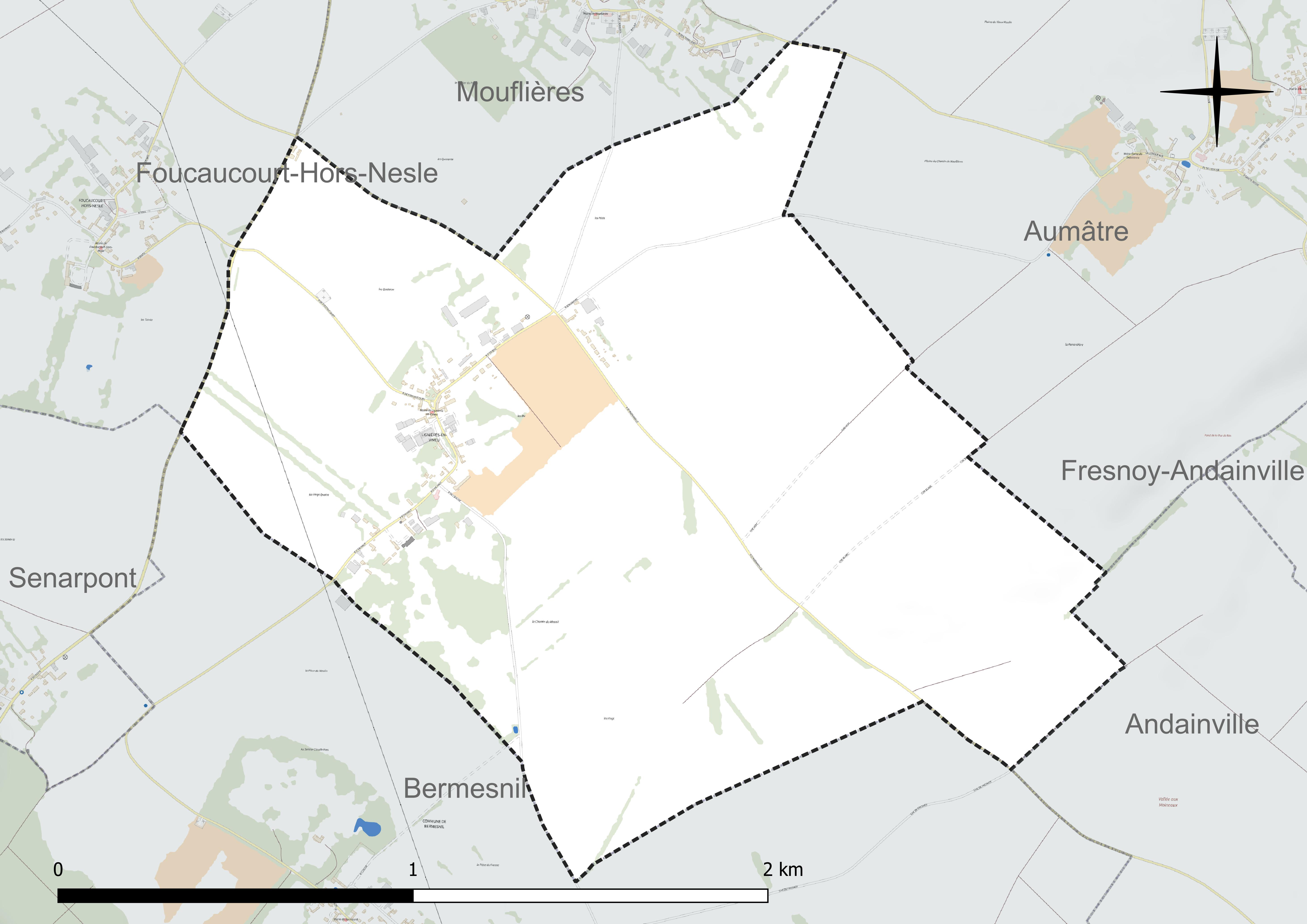
Réseau hydrographique de Lignières-en-Vimeu.

### Climat
Pour des articles plus généraux, voir Climat des Hauts-de-France et Climat de la Somme.
En 2010, le climat de la commune est de type climat océanique altéré, selon une étude du CNRS s'appuyant sur une série de données couvrant la période 1971-2000. En 2020, Météo-France publie une typologie des climats de la France métropolitaine dans laquelle la commune est exposée à un climat océanique et est dans la région climatique Côtes de la Manche orientale, caractérisée par un faible ensoleillement (1 550 h/an) ; forte humidité de l'air (plus de 20 h/jour avec humidité relative > 80 % en hiver), vents forts fréquents.
Pour la période 1971-2000, la température annuelle moyenne est de 9,9 °C, avec une amplitude thermique annuelle de 13,7 °C. Le cumul annuel moyen de précipitations est de 868 mm, avec 13,4 jours de précipitations en janvier et 8,9 jours en juillet. Pour la période 1991-2020, la température moyenne annuelle observée sur la station météorologique la plus proche, située sur la commune d'Oisemont à 6 km à vol d'oiseau, est de 11,1 °C et le cumul annuel moyen de précipitations est de 801,4 mm,. Pour l'avenir, les paramètres climatiques de la commune estimés pour 2050 selon différents scénarios d'émission de gaz à effet de serre sont consultables sur un site dédié publié par Météo-France en novembre 2022.

## Urbanisme

### Typologie
Au 1er janvier 2024, Lignières-en-Vimeu est catégorisée commune rurale à habitat très dispersé, selon la nouvelle grille communale de densité à sept niveaux définie par l'Insee en 2022.
Elle est située hors unité urbaine et hors attraction des villes,.

### Occupation des sols
L'occupation des sols de la commune, telle qu'elle ressort de la base de données européenne d'occupation biophysique des sols Corine Land Cover (CLC), est marquée par l'importance des territoires agricoles (92,4 % en 2018), une proportion sensiblement équivalente à celle de 1990 (92,5 %). La répartition détaillée en 2018 est la suivante : 
terres arables (92,2 %), zones urbanisées (7,6 %), prairies (0,2 %). L'évolution de l'occupation des sols de la commune et de ses infrastructures peut être observée sur les différentes représentations cartographiques du territoire : la carte de Cassini (XVIIIe siècle), la carte d'état-major (1820-1866) et les cartes ou photos aériennes de l'IGN pour la période actuelle (1950 à aujourd'hui).

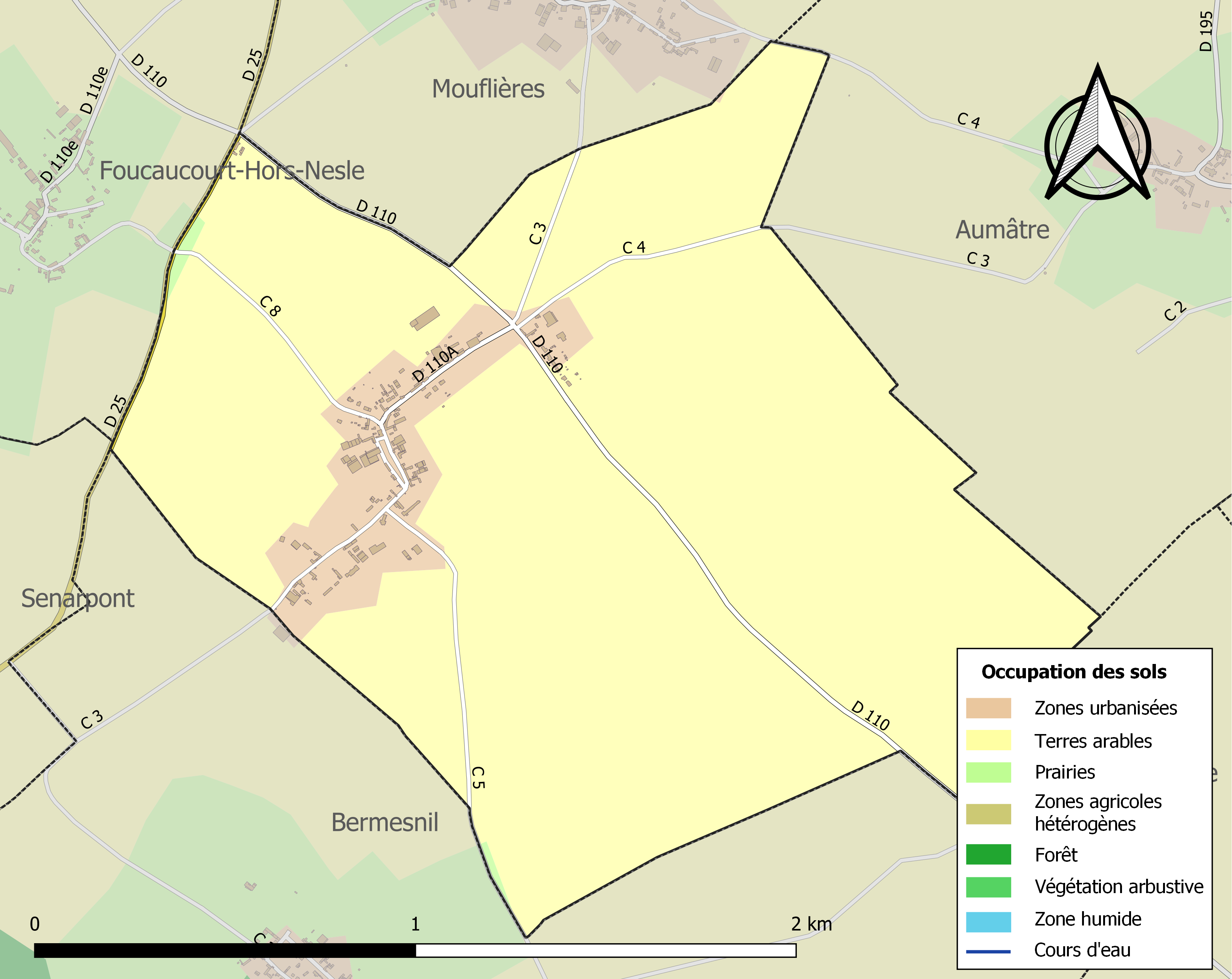
Carte des infrastructures et de l'occupation des sols de la commune en 2018 (CLC).

## Toponymie
Les coutumes locales nous apportent Lignières dès 1507. En 1757, Cassini fournit Lignières-Foucaucourt qui deviendra ensuite Lignières-hors-Foucaucourt.
Il s'agit d'un ancien  linarium, linaria, de la langue d'oïl linière un « champ de lin », « lieu où on cultive le lin ».
Le déterminant -en-Vimeu est le nom du pays arrosé par la Vimeuse.
À noter la similitude avec Lignières-Châtelain, Lignières-lès-Roye, ces localités ont  très probablement la culture du lin à l'origine de leur appellation.

## Histoire
Le 29 juin 1944, un bombardement allié tente de détruire la piste de V1 de Bernapré. À Lignières, 746 impacts de bombes seront recensés. De nombreuses maisons dont le château seront endommagées.

## Politique et administration

### Rattachements administratifs et électoraux
La commune se trouvait jusqu'en 2009 dans l'arrondissement d'Amiens du département de la Somme. De 2009 à 2016, elle est intégrée à l'arrondissement d'Abbeville, avant de réintégrer le 1er janvier 2017 l'arrondissement d'Amiens. Pour l'élection des députés, elle fait partie depuis 2012 de la troisième circonscription de la Somme.
Elle faisait partie depuis 1793 du canton d'Oisemont. Dans le cadre du redécoupage cantonal de 2014 en France, la commune est intégrée au canton de Poix-de-Picardie.

### Intercommunalité
La commune était membre de la petite communauté de communes de la Région d'Oisemont (CCRO), créée au 1er janvier 1995.
Dans le cadre des dispositions de la loi portant nouvelle organisation territoriale de la République du 7 août 2015, qui prévoit que les établissements publics de coopération intercommunale (EPCI) à fiscalité propre doivent avoir un minimum de 15 000 habitants, la préfète de la Somme propose en octobre 2015 un projet de nouveau schéma départemental de coopération intercommunale (SDCI) qui prévoit la réduction de 28 à 16 du nombre des intercommunalités à fiscalité propre du département.
Ce projet prévoit la « fusion des communautés de communes du Sud-Ouest Amiénois, du Contynois et de la région d'Oisemont », le nouvel ensemble de 37 412 habitants regroupant 120 communes,. À la suite de l'avis favorable de la commission départementale de coopération intercommunale en janvier 2016, la préfecture sollicite l'avis formel des conseils municipaux et communautaires concernés en vue de la mise en œuvre de la fusion.
La communauté de communes Somme Sud-Ouest (CC2SO), dont est désormais membre la commune, est ainsi créée au 1er janvier 2017.

### Liste des maires
| Période                                  | Période                      | Identité                    | Étiquette | Qualité |
| ---------------------------------------- | ---------------------------- | --------------------------- | --------- | --- |
| 1855                                     | 1879                         | Casimir du Passage          |           | |
| Les données manquantes sont à compléter. |                              |                             |           | |
| 1892                                     | 1900                         | Louis comte de Waziers      |           | Châtelain de Lignières Camérier du pape Pie IX Beau-fils de Casimir du Passage |
| 1900                                     | 1925                         | Pierre comte de Waziers     |           | Conseiller d'arrondissement du canton d'Oisemont (1919-1925) Fils du précédent |
| Les données manquantes sont à compléter. |                              |                             |           | |
| vers 1956                                |                              | Jean-Louis comte de Waziers |           | Journaliste Châtelain de Lignières Fils de Pierre de Waziers |
|                                          | 1995                         | M. Lourdel                  |           | |
| juin 1995,                               | En cours (au 8 octobre 2020) | Isabelle de Waziers         | UMP-LR    | Chercheuse retraitée à l'Inserm Châtelaine de Lignières Conseillère générale du canton d'Oisemont (2014-2015) Conseillère départementale du canton de Poix-de-Picardie (2015 → ) Vice-présidente du conseil départemental de la Somme (2015 → ) Présidente de la Communauté de communes de la Région d'Oisemont (2014 → 2016) Vice-présidente de la Communauté de communes Somme Sud-Ouest (2017 → ) Réélue pour le mandat 2020-2026, Belle-fille de Jean-Louis de Waziers |

### Distinctions et labels
- La commune est saluée pour son fleurissement remarquable et obtient une fleur en 2024 au concours des villes et villages fleuris[32].

## Population et société

### Démographie
L'évolution du nombre d'habitants est connue à travers les recensements de la population effectués dans la commune depuis 1793. Pour les communes de moins de 10 000 habitants, une enquête de recensement portant sur toute la population est réalisée tous les cinq ans, les populations de référence des années intermédiaires étant quant à elles estimées par interpolation ou extrapolation. Pour la commune, le premier recensement exhaustif entrant dans le cadre du nouveau dispositif a été réalisé en 2004.

En 2022, la commune comptait 112 habitants, en évolution de +1,82 % par rapport à 2016 (Somme : −1,26 %, France hors Mayotte : +2,11 %).
| 1793 | 1800 | 1806 | 1821 | 1831 | 1836 | 1841 | 1846 | 1851 |
| ---- | ---- | ---- | ---- | ---- | ---- | ---- | ---- | ---- |
| 246  | 243  | 251  | 234  | 219  | 219  | 218  | 226  | 232  |

| 1856 | 1861 | 1866 | 1872 | 1876 | 1881 | 1886 | 1891 | 1896 |
| ---- | ---- | ---- | ---- | ---- | ---- | ---- | ---- | ---- |
| 234  | 217  | 195  | 187  | 192  | 179  | 171  | 187  | 179  |

| 1901 | 1906 | 1911 | 1921 | 1926 | 1931 | 1936 | 1946 | 1954 |
| ---- | ---- | ---- | ---- | ---- | ---- | ---- | ---- | ---- |
| 169  | 161  | 144  | 128  | 137  | 124  | 131  | 127  | 137  |

| 1962 | 1968 | 1975 | 1982 | 1990 | 1999 | 2004 | 2006 | 2009 |
| ---- | ---- | ---- | ---- | ---- | ---- | ---- | ---- | ---- |
| 125  | 110  | 104  | 126  | 121  | 107  | 113  | 116  | 111  |

| 2014 | 2019 | 2022 | - | - | - | - | - | - |
| ---- | ---- | ---- | - | - | - | - | - | - |
| 113  | 113  | 112  | - | - | - | - | - | - |

### Enseignement
Le village n'a plus d'école publique. Les enfants relevant de l'enseignement primaire sont dirigés vers l'école de Oisemont.

## Culture locale et patrimoine

### Lieux et monuments
- Église Saint-Valery. L'ancienne église s'étant effondrée en 1875, le vicomte Casimir du Passage, alors maire de Lignières, et son épouse, née Eulalie de Riencourt, ont financé sa reconstruction sur un terrain leur appartenant. Les blasons des deux familles, du Passage et de Riencourt, ont été sculptés sur la voûte du chœur à la croisée des ogives[36],[37]. Les vitraux ayant été détruits en 1944, le comte Jean-Louis Van der Cruisse de Waziers, leur descendant, et son épouse, ont payé de nouveaux vitraux, inspirés de ceux de l'église de Saint-Léger-aux Bois. Dans la crypte située sous l'autel, sont enterrés plusieurs membres des familles Riencourt, Cassini, du Passage, Van der Cruisse de Waziers[38]. Une pierre tombale reprend les noms de différents membres de la famille Van der Cruisse de Waziers avec leur lieu de sépulture[réf. nécessaire]. Des travaux de sauvegarde de la toiture et du clocher ont eu lieu de 2017 à 2019[38].
- Château. Après les bombardements de 1944, il a été rebâti vers 1946 sur le même plan mais avec une architecture plus sobre et moins massive[20].
- Chapelle de 1872, au centre du village, avec pinacles et fleurons[39].
- Chapelle du XIXe siècle, appartenant à la famille De Waziers, à la sortie du village, en direction de Bermesnil[39].
- Chapelle funéraire près du cimetière, avec enclos cerné de grilles[39].

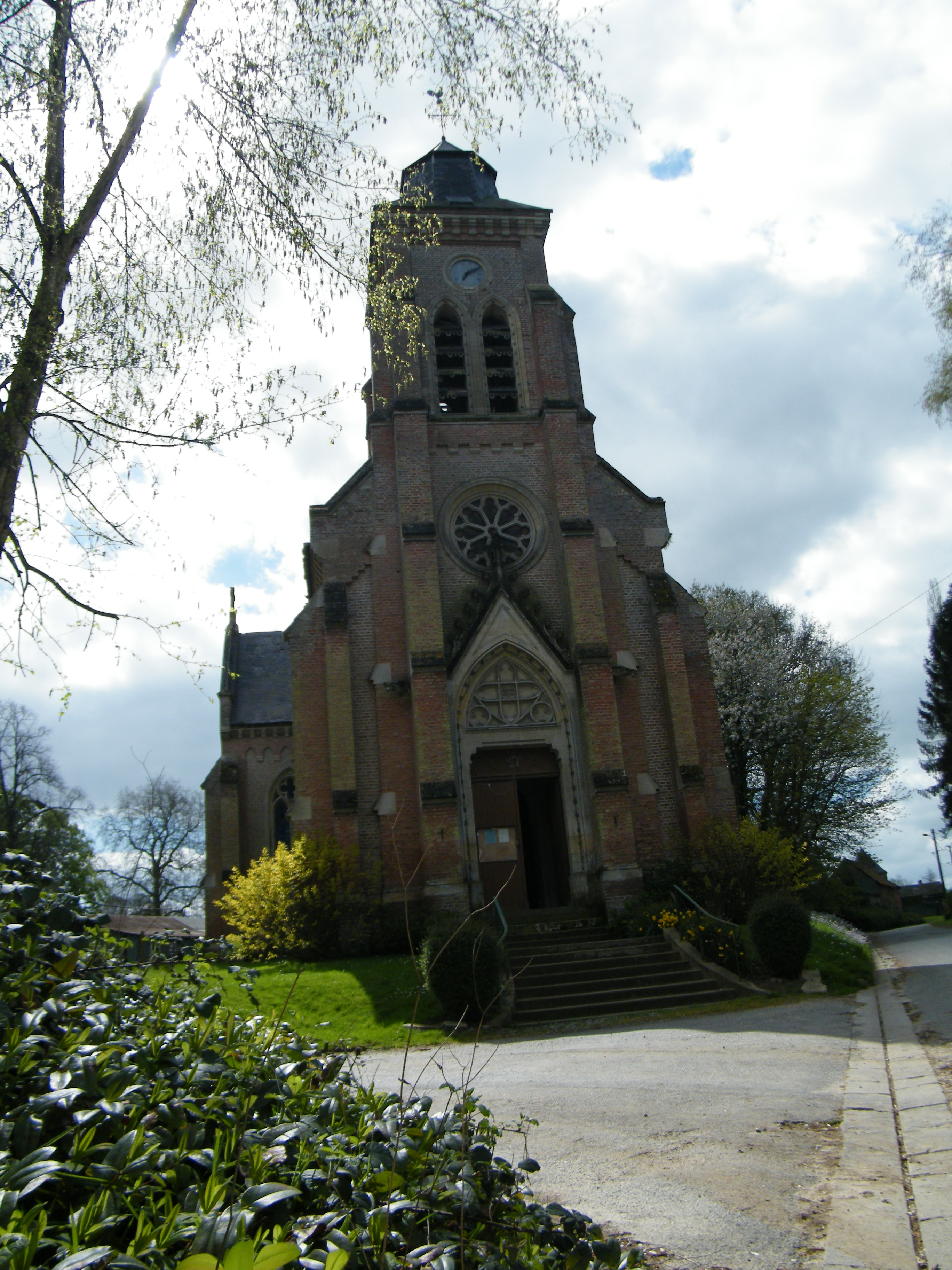
L'église Saint-Valery.
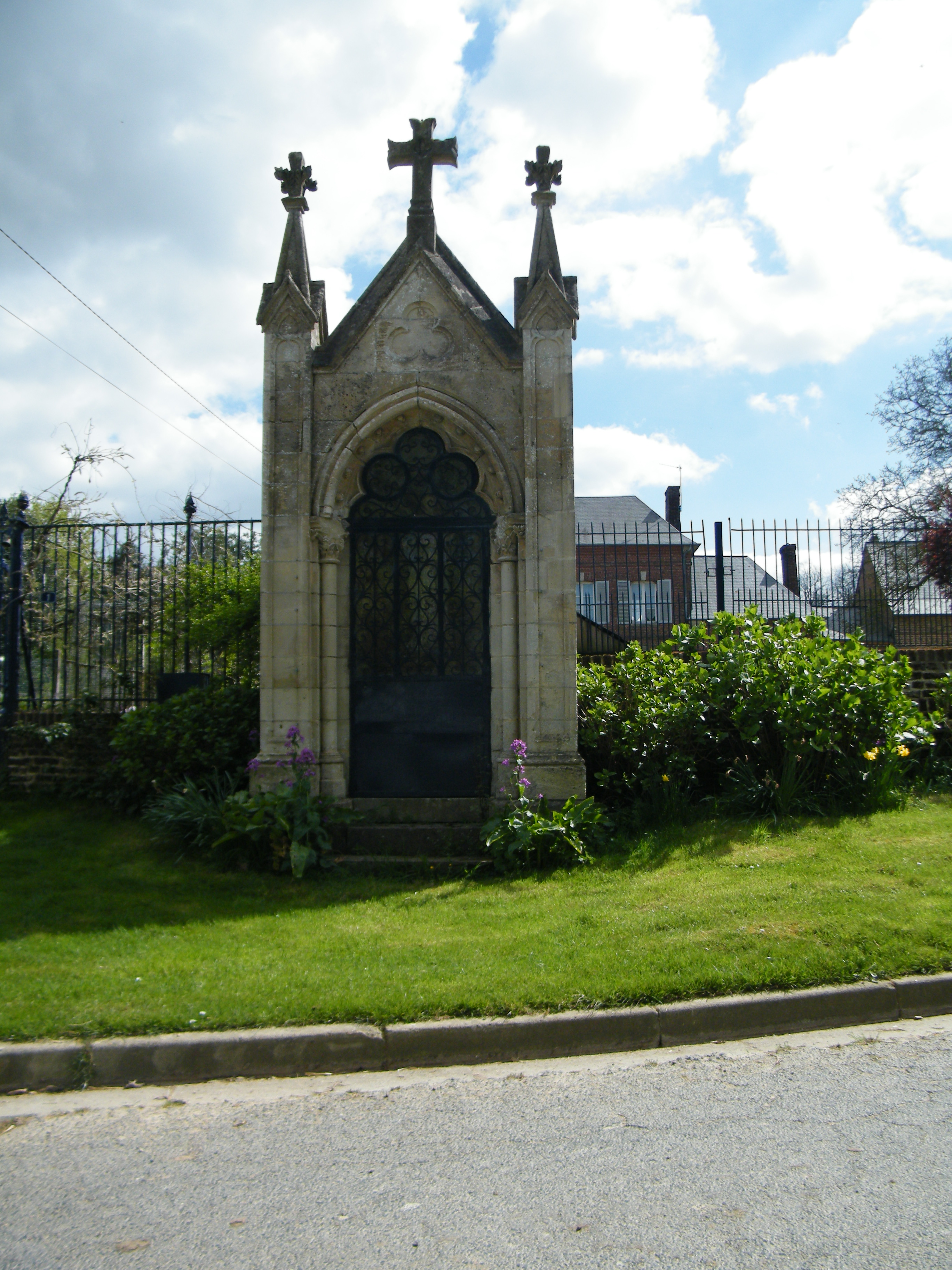
Chapelle au centre du village, en bordure de rue.
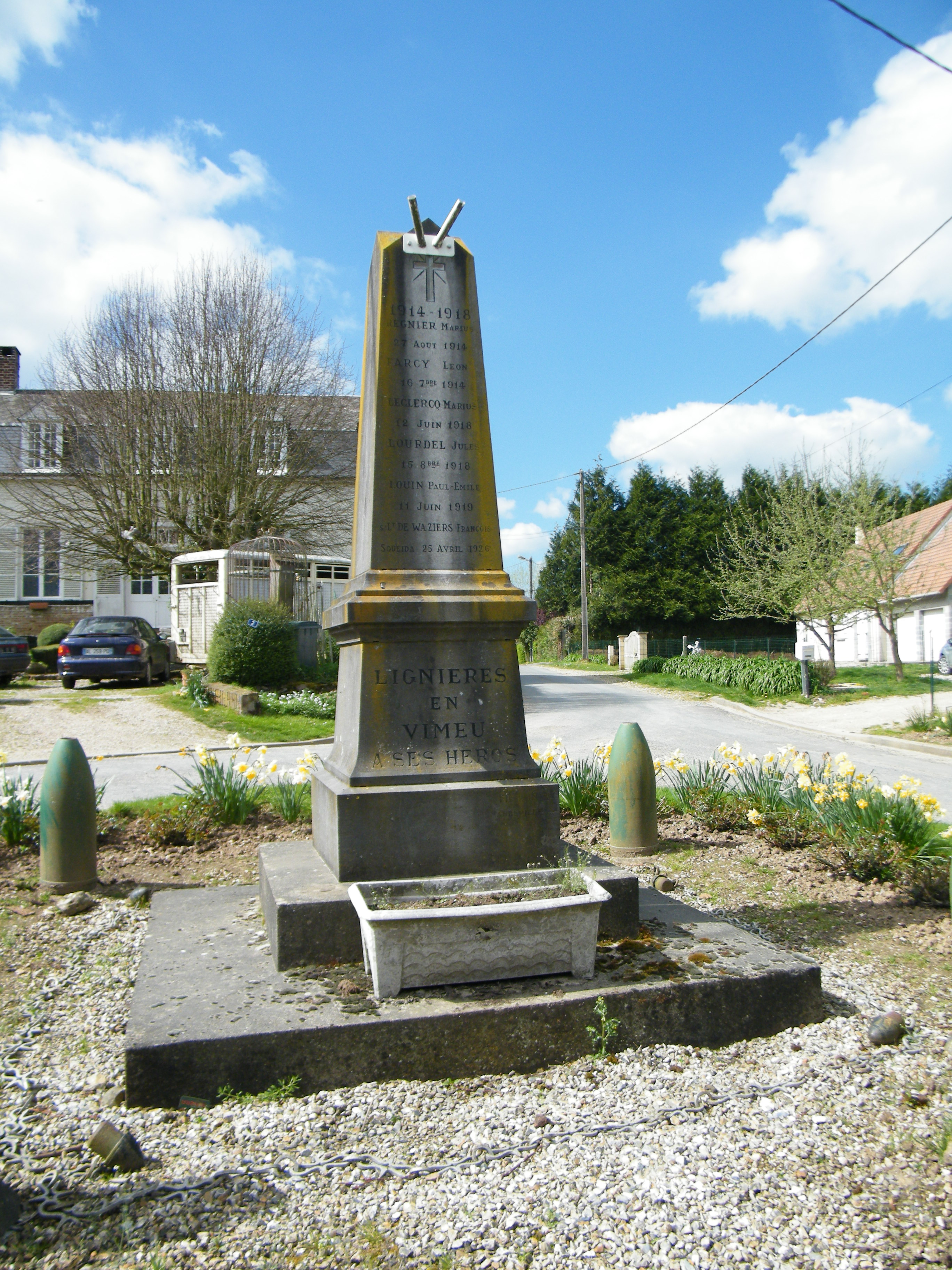
Monument aux morts pour la patrie.
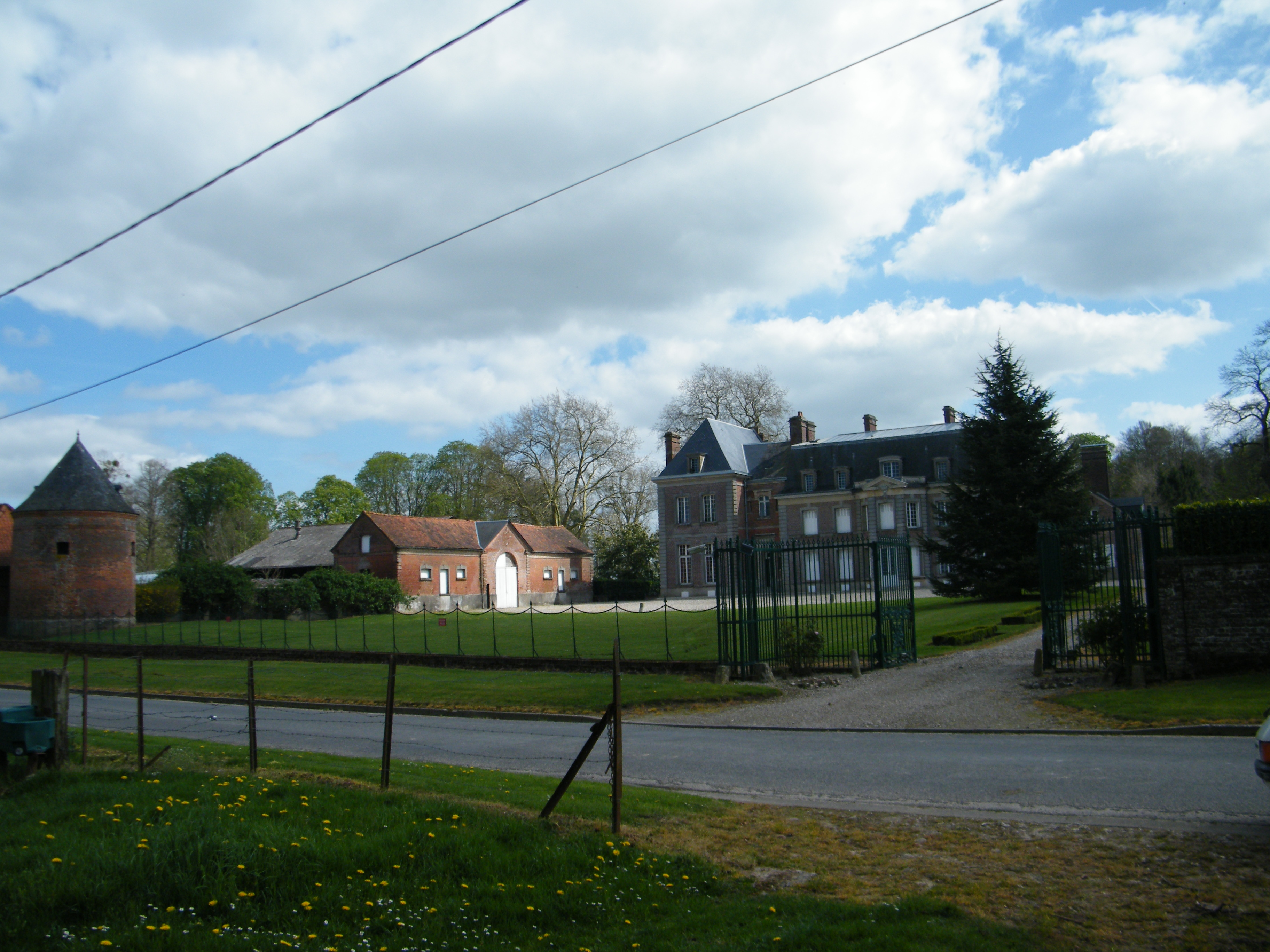
Château, en direction de Sénarpont.
Autre vue de l'église.